# Hayato (imię)
Hayato (jap. はやと, ハヤト) – męskie imię japońskie.

## Możliwa pisownia
Hayato można zapisać używając wielu różnych znaków kanji i może znaczyć m.in.:
- 隼人, „sokół, człowiek”[1][2]
- 勇人
- 早人
- 速人
- 颯斗

## Znane osoby
- Hayato, perkusista japońskiego zespołu Moi dix Mois
- Hayato (隼人), wokalista japońskiego zespołu DuelJewel
- Hayato Ichihara (隼人), japoński aktor
- Hayato Ikeda (勇人), japoński polityk, 58., 59., 60. premier Japonii
- Hayato Matsuo (早人), japoński kompozytor muzyki do gier wideo i anime
- Hayato Tani (隼人), japoński aktor

## Fikcyjne postacie
- Hayato Aozora (颯斗), bohater gry visual novel i anime Starry Sky
- Hayato Gokudera (隼人), jeden z głównych bohaterów mangi i anime Katekyō Hitman Reborn!
- Hayato Honda (速人), bohater mangi i anime Kochikame
- Hayato Ichimonji (隼人), jeden z głównych bohaterów serialu tokusatsu Kamen Rider
- Hayato Jin (隼人), bohater mangi i anime Getter Robo
- Hayato Kanzaki (ハヤト), główny bohater gry Star Gladiator Episode I: Final Crusade
- Hayato Kobayashi (ハヤト), bohater mangi i anime Mobile Suit Gundam
- Hayato Tani (速人), bohater serii School Rumble